# ETTU Champions League 2020/21
Die ETTU Champions League wurde in der Saison 2020/21 zum 23. Mal veranstaltet. Da die 22. Ausgabe aufgrund der Corona-Krise abgebrochen wurde, gab es dieses Jahr keinen Titelverteidiger. Die zum Zeitpunkt des Abbruchs fürs Halbfinale qualifizierten Mannschaften Borussia Düsseldorf, 1. FC Saarbrücken-Tischtennis, Gazprom Fakel Orenburg und KNT UGMK bildeten daher in dieser Ausgabe die Gruppenköpfe.
Dieses Jahr fand die gesamte Veranstaltung innerhalb von acht Tagen im Arag CenterCourt in Düsseldorf statt. Sieger wurde die deutsche Mannschaft Borussia Düsseldorf, die damit ihren insgesamt sechsten Titel gewann.

## Vorrunde

### Gruppe A
| Platz | Mannschaft              | Bgn. | Spiele | Punkte |
| ----- | ----------------------- | ---- | ------ | ------ |
| 1     | Gazprom Fakel Orenburg  | 3    | 9:1    | 6      |
| 2     | Bogoria Grodzisk        | 3    | 7:3    | 5      |
| 3     | Post SV Mühlhausen 1951 | 3    | 6:6    | 4      |
| 4     | Leka Enea TDM           | 3    | 0:9    | 3      |

| Datum         | Mannschaft 1           | Mannschaft 2            | Ergebnis |
| ------------- | ---------------------- | ----------------------- | -------- |
| 11. Dez. 2020 | Bogoria Grodzisk       | Leka Enea TDM           | 3:0      |
| 11. Dez. 2020 | Gazprom Fakel Orenburg | Post SV Mühlhausen 1951 | 3:1      |
| 12. Dez. 2020 | Bogoria Grodzisk       | Gazprom Fakel Orenburg  | 1:3      |
| 12. Dez. 2020 | Leka Enea TDM          | Post SV Mühlhausen 1951 | 0:3      |
| 13. Dez. 2020 | Leka Enea TDM          | Gazprom Fakel Orenburg  | 0:3      |
| 13. Dez. 2020 | Bogoria Grodzisk       | Post SV Mühlhausen 1951 | 3:2      |

### Gruppe B
| Platz | Mannschaft                 | Bgn. | Spiele | Punkte |
| ----- | -------------------------- | ---- | ------ | ------ |
| 1     | KNT UGMK                   | 2    | 6:1    | 4      |
| 2     | Sporting Clube de Portugal | 2    | 4:3    | 3      |
| 3     | Table tennis club Ostrava  | 2    | 0:6    | 2      |

| Datum         | Mannschaft 1               | Mannschaft 2              | Ergebnis |
| ------------- | -------------------------- | ------------------------- | -------- |
| 11. Dez. 2020 | Table tennis club Ostrava  | KNT UGMK                  | 0:3      |
| 12. Dez. 2020 | Sporting Clube de Portugal | KNT UGMK                  | 1:3      |
| 13. Dez. 2020 | Sporting Clube de Portugal | Table tennis club Ostrava | 3:0      |

### Gruppe C
| Platz | Mannschaft                    | Bgn. | Spiele | Punkte |
| ----- | ----------------------------- | ---- | ------ | ------ |
| 1     | 1. FC Saarbrücken-Tischtennis | 3    | 9:2    | 6      |
| 2     | Roskilde Bordtennis           | 3    | 6:6    | 5      |
| 3     | AS Pontoise-Cergy TT          | 3    | 7:6    | 4      |
| 4     | SPG Walter Wels               | 3    | 1:9    | 3      |

| Datum         | Mannschaft 1         | Mannschaft 2         | Ergebnis |
| ------------- | -------------------- | -------------------- | -------- |
| 11. Dez. 2020 | SPG Walter Wels      | 1. FC Saarbrücken    | 0:3      |
| 11. Dez. 2020 | Roskilde Bordtennis  | AS Pontoise-Cergy TT | 3:2      |
| 12. Dez. 2020 | Roskilde Bordtennis  | 1. FC Saarbrücken    | 0:3      |
| 12. Dez. 2020 | AS Pontoise-Cergy TT | SPG Walter Wels      | 3:0      |
| 13. Dez. 2020 | AS Pontoise-Cergy TT | 1. FC Saarbrücken    | 2:3      |
| 13. Dez. 2020 | Roskilde Bordtennis  | SPG Walter Wels      | 3:1      |

### Gruppe D
| Platz | Mannschaft              | Bgn. | Spiele | Punkte |
| ----- | ----------------------- | ---- | ------ | ------ |
| 1     | Borussia Düsseldorf     | 3    | 9:2    | 6      |
| 2     | GV Hennebont            | 3    | 6:6    | 5      |
| 3     | KS Dekorglass Dzialdowo | 3    | 7:6    | 4      |
| 4     | DeBoer Taverzo          | 3    | 0:9    | 3      |

| Datum         | Mannschaft 1            | Mannschaft 2            | Ergebnis |
| ------------- | ----------------------- | ----------------------- | -------- |
| 11. Dez. 2020 | Borussia Düsseldorf     | DeBoer Taverzo          | 3:0      |
| 11. Dez. 2020 | KS Dekorglass Dzialdowo | GV Hennebont            | 2:3      |
| 12. Dez. 2020 | GV Hennebont            | Borussia Düsseldorf     | 0:3      |
| 12. Dez. 2020 | DeBoer Taverzo          | KS Dekorglass Dzialdowo | 0:3      |
| 13. Dez. 2020 | GV Hennebont            | DeBoer Taverzo          | 3:0      |
| 13. Dez. 2020 | KS Dekorglass Dzialdowo | Borussia Düsseldorf     | 2:3      |

## Hauptrunde
| Viertelfinale | Viertelfinale              | Viertelfinale       |             |                     | Halbfinale | Halbfinale | Halbfinale |  |  | Finale | Finale | Finale |
|               |                            |                     |             |                     |            |            |            |  |  |        |        |        |
| Russland      | KNT UGMK                   | 3                   |             |                     |            |            |            |  |  |        |        |        |
| Polen         | Bogoria Grodzisk           | 1                   |             |                     |            |            |            |  |  |        |        |        |
| Polen         | Bogoria Grodzisk           | 1                   | Russland    | KNT UGMK            | 2          |            |            |  |  |        |        |        |
|               |                            |                     | Russland    | KNT UGMK            | 2          |            |            |  |  |        |        |        |
|               | Deutschland                | Borussia Düsseldorf | 3           |                     |            |            |            |  |  |        |        |        |
| Deutschland   | Deutschland                | Borussia Düsseldorf | 3           | Borussia Düsseldorf | 3          |            |            |  |  |        |        |        |
| Deutschland   |                            |                     |             | Borussia Düsseldorf | 3          |            |            |  |  |        |        |        |
| Portugal      | Sporting Clube de Portugal | 1                   |             |                     |            |            |            |  |  |        |        |        |
| Portugal      | Sporting Clube de Portugal | 1                   | Deutschland | Borussia Düsseldorf | 3          |            |            |  |  |        |        |        |
|               |                            |                     |             | Borussia Düsseldorf | 3          |            |            |  |  |        |        |        |
|               | Deutschland                | 1. FC Saarbrücken   | 1           |                     |            |            |            |  |  |        |        |        |
| Russland      | Deutschland                | 1. FC Saarbrücken   | 1           | Fakel Orenburg      | 3          |            |            |  |  |        |        |        |
| Russland      |                            |                     |             | Fakel Orenburg      | 3          |            |            |  |  |        |        |        |
| Danemark      | Roskilde Bordtennis        | 0                   |             |                     |            |            |            |  |  |        |        |        |
| Danemark      | Roskilde Bordtennis        | 0                   | Russland    | Fakel Orenburg      | 1          |            |            |  |  |        |        |        |
|               |                            |                     | Russland    | Fakel Orenburg      | 1          |            |            |  |  |        |        |        |
|               | Deutschland                | 1. FC Saarbrücken   | 3           |                     |            |            |            |  |  |        |        |        |
| Deutschland   | Deutschland                | 1. FC Saarbrücken   | 3           | 1. FC Saarbrücken   | 3          |            |            |  |  |        |        |        |
| Deutschland   |                            |                     |             | 1. FC Saarbrücken   | 3          |            |            |  |  |        |        |        |
| Frankreich    | GV Hennebont               | 2                   |             |                     |            |            |            |  |  |        |        |        |

## Mannschaftsaufstellung der vier Erstplatzierten
- Borussia Düsseldorf: Timo Boll, Anton Källberg, Kristian Karlsson
- 1. FC Saarbrücken: Shang Kun, Patrick Franziska, Darko Jorgić
- Fakel Orenburg: Marcos Freitas, Wladimir Samsonow, Dimitrij Ovtcharov
- KNT UGMK: Jonathan Groth, Tomislav Pucar, Liam Pitchford

## Wissenswertes
In der Vorrundenpartie SPG Walter Wels gegen Roskilde Bordtennis musste Wels mit der zweiten Mannschaft antreten, da die erste Mannschaft wegen eines Coronafalls in Quarantäne war. Hierbei kam mit Julian Rzihauschek ein Zwölfjähriger zum Einsatz. Er gewann gegen den Portugiesen Antoine Doywn mit 3:2. Bislang (2021) ist Rzihauschek der jüngste Spieler, der in der Champions League teilnahm.